# مرغ حق فلورس
مرغ حق فلورس (نام علمی: Otus alfredi) نام یک گونه از سرده مرغ حق است.